# الأباره (یمن)
اباره به عربی ( عُدنَا )، روستایی در دهستان کُسْمة از توابع استان رَیمه در کشور یمن در شبه جزیره عربستان است.

## جمعیت
جمعیت آن (۵۵) نفر (۷ خانوار) می‌باشد.